# Capital Punishment Organization
Capital Punishment Organization, referido geralmente pela abreviação CPO, foi um grupo de gangsta rap estadunidense, que consistia no rapper Lil' Nation (Vince Edwards), DJ Train (Clarence Lars) e o produtor Young D. Eles lançaram um único álbum, em 1990, intitulado To Hell and Black, o qual foi produzido por MC Ren do N.W.A e distribuído pela Capitol Records. Ele alcançou a 33ª posição das paradas da Billboard.
DJ Train faleceu quando sua casa foi incendiada, em 26 de julho de 1994. Tal fato decretou o fim do grupo.

## Discografia
- To Hell and Black (1990)